# Klaus Kobusch
Klaus Kobusch   (Gadderbaum, 15 de març de 1941 - Leopoldshöhe, 12 de març de 2025) va ser un ciclista alemany que va córrer durant els anys 60 del segle xx. Es dedicà al ciclisme en pista.
Va prendre part en dos Jocs Olímpics, els de 1964, a Tòquio, en què guanyà una medalla de bronze en la prova de tàndem, fent parella amb Willi Fuggerer. El 1968, a Ciutat de Mèxic, tornà a participar en la mateixa prova, però aquesta vegada quedà eliminat en quarts de final.
En el seu palmarès també destaquen 10 campionats nacionals de la RFA en pista.